# Афективний спектр
Афективний спектр — спектр афективних розладів (розлади настрою). Це група споріднених психіатричних і медичних розладів, які можуть супроводжувати біполярні, однополярними та шизоафективними розладами зі статистично вищими показниками, ніж зазвичай очікується. Ці розлади визначаються загальною позитивною реакцією на однакові типи фармакологічного лікування. Вони також сильно накопичуються в сім'ях і тому можуть мати загальні спадкові основні фізіологічні аномалії.

## Типи
Розлади афективного спектру включають:
- Синдром порушення активності та уваги[2][3]
- Біполярний афективний розлад
- Дисморфофобія
- Нервова булімія,[2][3] та инші харчові розлади
- Дистимія[3]
- Генералізований тривожний розлад[3]
- Розлад контролю імпульсів
- Клептоманія
- Великий депресивний розлад[2][3]
- Обсесивно-компульсивний розлад[2][3]
- Опозиційно зухвалий розлад
- Панічний розлад[2][3]
- Посттравматичний стресовий розлад[3]
- Передменструальний дисфоричний розлад[3]
- Соціофобія[3]

Наступні також можуть бути супутніми захворюваннями для афективних розладів настрою:
- Хронічний біль
- Періодичний вибуховий розлад[4]
- Лудоманія
- Розлад особистості
- Піроманія
- Зловживання психоактивними речовинами
- Трихотіломанія
- Синдром подразненого кишечника[2][3]
- Фіброміалгія[3]
- Гіперсексуальність
- Мігрень[2][3]
- Катаплексія[2][3]

Крім того, існують дослідження, які до цього також пов'язують серцево-судинні захворювання.
Багато з наведених вище термінів є подібними. Визначення цих термінів «Американської психіатричної асоціації» («APA») можна знайти в Діагностичному та статистичному посібнику з психічних розладів («DSM»).